# Ashikaga Yoshiakira
Ashikaga Yoshiakira (足利 義詮?; 4 luglio 1330 – 28 dicembre 1367) è stato un militare giapponese.
Figlio di Ashikaga Takauji, gli succedette alla guida del Giappone come secondo shōgun dello shogunato Ashikaga.
Trascorse l'infanzia a Kamakura come ostaggio del clan Hōjō; suo padre Takauji, insieme a Nitta Yoshisada e all'Imperatore Go-Daigo combatté contro gli Hōjō portando alla caduta dello shogunato Kamakura, e la città di Kamakura fu espugnata e incendiata. Nella successiva Restaurazione Kemmu, Kamakura fu assegnata a Yoshiakira.
A causa di problemi interni al governo Yoshiakira fu richiamato a Kyōto; dopo la morte del padre gli succedette come nuovo Seii Taishōgun.
La sua tomba si trova all'interno del tempio Tō-ji, a Kyōto. Un anno dopo la sua morte, nel 1368, gli succedette come shōgun il figlio Yoshimitsu.